# Збірна Кабо-Верде з футболу
Збі́рна Ка́бо-Ве́рде з футбо́лу — представляє Кабо-Верде на міжнародних футбольних турнірах і в товариських зустрічах. Команда ніколи не виступала на чемпіонаті світу з футболу. Конфедерація — КАФ.

## Історія
Острови Кабо-Верде здобули незалежність від Португалії в 1975 році. Першим виступом нової національної збірної на міжнародній арені був матч проти Гвінеї-Бісау в 1979 році в рамках Кубку Амілкар Кабрал, у якому збірна Кабо-Верде поступилася з рахунком 0:3. Федерація футболу Кабо-Верде була створена в 1982 році, а в 1986 році вона приєдналася до ФІФА.
Кабовердійська діаспора, яка більш численна, ніж власне населення островів Кабо-Верде, є основним джерелом гравців для національної збірної. Більшість чинних футболістів збірної Кабо-Верде виступають за межами Кабо-Верде (в Європі, Азії), а деякі з них народилися за межами островів.
Частина гравців, які походять із Кабо-Верде, вирішили виступати за інші національні збірні. До цього списку належать Еліжеу, Нані, Осеану, Мануел Фернандеш, Роланду, Нельсон Маркуш, Жорже Андраде, Мігел, Сілвестре Варела, які вирішили виступати за Португалію; Мікаель Тавареш, Жак Фаті та Рікарду Фаті (Сенегал); Патрік Вієйра (Франція); Желсон Фернандес (Швейцарія); Генрік Ларссон (Швеція); Давід Мендеш да Сілва, Лерін Дуарте та Жерсон Кабрал (Нідерланди), а також Руї да Грасія Гоміш (Екваторіальна Гвінея).

### Кваліфікація до чемпіонатів світу та Кубку Африканських Націй
Перша участь у відбірковому раунді до чемпіонату світу сталася у 2002 році. Тоді збірна Кабо-Верде вибула в першому раунді після того, як один матч зіграла внічию, а в іншому зазнала поразки від Алжиру.
У відбірковому етапі до чемпіонату світу 2006 року та Кубку Африканських Націй 2006 року збірна Кабо-Верде вийшла до фінального раунду після своєї першої перемоги у відбірковому етапі до чемпіонату світу над збірною Свазіленду. У заключному турі команда здобула свою першу виїзну перемогу над Буркіна-Фасо, але посіла п'яте місце в групі та припинила боротьбу за право виходу до фіналу.
Новий тренер збірної португалець Жоау ді Деуш запросив кілька нових гравців із європейських чемпіонатів для участі в кваліфікації до чемпіонату світу 2010 та Кубку африканських націй 2010. Збірна Кабо-Верде посіла друге місце у своїй групі в другому раунді, випередивши Танзанію та Маврикій, але дозволила випередити себе збірній Камеруну й не змогла пробитися до третього відбіркового раунду до чемпіонату світу. Найкращим бомбардиром збірної Кабо-Верде у відбіркових кампаніях став Жуліу Таваріш.
Збірна Кабо-Верде кваліфікувалася для участі у Кубку африканських націй 2013 після сенсаційної перемоги над Камеруном із рахунком 3:2 за сумою двох матчів.

### Кубок африканських націй 2013
Потрапивши до четвертого кошика при жеребкуванні групового етапу, збірна Кабо-Верде насправді мала найвищий рейтинг ФІФА серед інших команд своєї групи, займаючи 51-ше місце в рейтингу, за ними розташовувалися Марокко (71-ше), Південна Африка (72-ге) й Ангола (83-тє). 24 жовтня 2012 року Кабо-Верде на Кубку африканських націй 2013 року потрапила до групи А разом з Анголою, Марокко та господарями турніру Південною Африкою. Крім того, збірна Кабо-Верде грала матч-відкриття турніру на ФНБ-Стедіум у Йоганнесбурзі, проти Південної Африки 19 січня 2013 року.
Кабо-Верде зіграла внічию з ПАР (0:0) у першому матчі турніру, після чого розписала нічию з рахунком 1:1 зі збірною Марокко. В тому матчі у складі Кабо-Верде відзначився Платіні, це дозволило збірній повести в рахунку на початку матчу. Однак збірна не зупинилася на цьому та здобула свою першу перемогу у фінальних частинах Кубків африканських націй над збірною Анголи, яку вони обіграли з рахунком 2:1. Попри ранній автогол капітана збірної Кабо-Верде Нанду Марія Невеша, наприкінці матчу по одному разу у воротах суперників голами відзначилися Фернанду Варела й Елдон Рамуш, таким чином здобувши право для своєї команди зіграти у чвертьфіналі Кубку африканських націй.
2 лютого 2013 року збірна Кабо-Верде зустрілася з Ганою на стадіоні Нельсон Мандела Бей у місті Порт-Елізабет (чвертьфінал турніру). Кабо-Верде зіграла хороший матч, завдавши 16 ударів по воротах збірної Гани (Гана відповіла вісім разів), сім ударів у площину воріт (Гана відповіла двічі). Команда Кабо-Верде виявилася особливо небезпечною зі стандартних положень, проте воротар збірної Гани Абдул Дауда здійснив декілька сейвів і зберіг власні ворота «сухими». На 54-й хвилині матчу гравець збірної Гани Вакасо Мубарак реалізував пенальті, а потім на останніх хвилинах матчу (90+5') відзначився вдруге, таким чином збірна Гани перемогла в матчі з рахунком 2:0 та вийшла до півфіналу турніру, а для збірної Кабо-Верде виступ на Кубку африканських націй 2013 року було завершено.

### Кубок африканських націй 2015
15 жовтня 2014 року Кабо-Верде стала першою з двох держав, що кваліфікувалися для участі в Кубку африканських націй 2015, разом з Алжиром, і приєдналася до країни-господарки Екваторіальної Гвінеї після домашньої перемоги над Мозамбіком з рахунком 1:0. Команда виступала під керівництвом новопризначеного тренера Руї Агуаша, який обійняв цю посаду після відставки Лусіу Антунеша. Збірній потрібно було зайняти одне з двох перших місць, суперниками по групі у Кабо-Верде були Мозамбік, Нігер і Замбія. 15 листопада 2014 року Кабо-Верде забезпечила собі перше місце у своїй групі F, перемігши вдома Нігер із рахунком 3:1, хоч збірній і залишилося зіграти у кваліфікації ще один матч.
Потрапивши до третього кошика, 3 грудня 2014 року Кабо-Верде у фінальній частині турніру потрапили до групи В разом із Замбією, Тунісом і ДР Конго. 18 січня 2015 року Кабо-Верде зіграла свій перший матч проти Тунісу на стадіоні «Нуево Естадіо де Ебебіїн». Матч завершився з нічийним рахунком 1:1, Хелдон Рамуш на 78-й хвилині матчі зрівняв рахунок із пенальті. Через чотири дні команда Кабо-Верде зіграла внічию з рахунком 0:0 із ДР Конго, цей результат залишав шанси на продовження турнірної боротьби для обох збірних, при умові вдалої гри в останньому матчі.
26 січня 2015 року Кабо-Верде знову зустрілася з Замбією, обидві команди залежно від результату іншого матчу між Тунісом і ДР Конго мали шанс пройти далі, але гра закінчилася з рахунком 0:0. У підсумку Кабо-Верде й Замбія вибули з подальшої боротьби в Кубку. Попри тропічний шторм і 26 мм опадів у вигляді зливи, збірна Кабо-Верде не поступилася в ДР Конго ні в очному протистоянні, ні за кількістю набраних очок, але поступилася за різницею забитих і пропущених м'ячів, і таким чином вибула з турніру. Продемонструвавши хорошу фізичну підготовку, збалансовану та дисципліновану гру в обороні, команда змогла забити лише один м'яч у ворота суперників. Вийшовши вже вдруге поспіль до групового етапу фінальної частини Кубків Африканських націй, команда в усіх матчах на цьому турнірі так і залишилася непереможною.

### Інші турніри та пам'ятні матчі
За свою історію збірна Кабо-Верде перемогла у двох міжнародних турнірах: в Кубку Амількара Кабрала у 2000 році та в Лусофонських іграх 2009 року. У 2006 році збірна також виграла бронзові медалі на Лусофонських іграх.
2 листопада 2002 року збірна Кабо-Верде вперше у своїй історії у товариському поєдинку зустрілася з неафриканською командою, збірною Люксембургу, і розписала в тому матчі нічию. 4 вересня 2009 року в іншому товариському поєдинку зустрілася зі збірною Мальти та перемогла з рахунком 2:0. 24 травня 2010 року збірна Кабо-Верде зіграла товариський поєдинок з основним складом збірної Португалії, який завершився нульовою нічиєю. На той момент Португалія займала третє місце в рейтингу ФІФА, а збірна Кабо-Верде — 117-те. 31 березня 2015 року відбулася друга товариська зустріч між збірними Португалії та Кабо-Верде, цього разу збірна Португалії святкувала перемогу з рахунком 2:0.

## Стадіон
Команда для своїх домашніх матчів використовує стадіон «Ештадіу да Варжеа». Він розташований у столиці країни, місті Прая, на острові Сантьягу. Стадіон відкрили у 2006 році, він вміщує 10 000 уболівальників.
У 2014 році було відкрито новий стадіон «Ештадіу Насьйонал ді Кабу Верді», який здатен вмістити 15 000 уболівальників. 15 жовтня 2014 року на новому стадіоні команда кваліфікувалася для участі у своєму другому Кубку африканських націй, здолавши з рахунком 1:0 збірну Мозамбіку, та стала першою серед інших команд, які кваліфікувалися для участі у фінальній частині КАФ.

## Кубок світу
| Чемпіонати світу з футболу | Чемпіонати світу з футболу                   | Чемпіонати світу з футболу                   | Чемпіонати світу з футболу                   | Чемпіонати світу з футболу                   | Чемпіонати світу з футболу                   | Чемпіонати світу з футболу                   | Чемпіонати світу з футболу                   | Чемпіонати світу з футболу                   |
| Рік                        | Раунд                                        | Позиція                                      | Іг                                           | В                                            | Н                                            | П                                            | ЗМ                                           | ПМ                                           |
| -------------------------- | -------------------------------------------- | -------------------------------------------- | -------------------------------------------- | -------------------------------------------- | -------------------------------------------- | -------------------------------------------- | -------------------------------------------- | -------------------------------------------- |
| 1930 — 1974                | До здобуття країною незалежності в 1975 році | До здобуття країною незалежності в 1975 році | До здобуття країною незалежності в 1975 році | До здобуття країною незалежності в 1975 році | До здобуття країною незалежності в 1975 році | До здобуття країною незалежності в 1975 році | До здобуття країною незалежності в 1975 році | До здобуття країною незалежності в 1975 році |
| 1978 — 1982                | Не була країною-членом ФІФА                  | Не була країною-членом ФІФА                  | Не була країною-членом ФІФА                  | Не була країною-членом ФІФА                  | Не була країною-членом ФІФА                  | Не була країною-членом ФІФА                  | Не була країною-членом ФІФА                  | Не була країною-членом ФІФА                  |
| 1986 — 1998                | Не брала участі                              | Не брала участі                              | Не брала участі                              | Не брала участі                              | Не брала участі                              | Не брала участі                              | Не брала участі                              | Не брала участі                              |
| 2002 — 2022                | Не пройшла кваліфікацію                      | Не пройшла кваліфікацію                      | Не пройшла кваліфікацію                      | Не пройшла кваліфікацію                      | Не пройшла кваліфікацію                      | Не пройшла кваліфікацію                      | Не пройшла кваліфікацію                      | Не пройшла кваліфікацію                      |
| Загалом                    |                                              | 0/20                                         | 0                                            | 0                                            | 0                                            | 0                                            | 0                                            | 0                                            |

## Кубок Африки
| 1957 | Не брала участі | 1976 | Не брала участі | 1994 | Не пройшла кваліфікацію | 2012 | Не пройшла кваліфікацію |
| 1959 | Не брала участі | 1978 | Не брала участі | 1996 | Знялися зі змагань      | 2013 | Чвертьфінал             |
| 1962 | Не брала участі | 1980 | Не брала участі | 1998 | Не брала участі         | 2015 | Груповий етап           |
| 1963 | Не брала участі | 1982 | Не брала участі | 2000 | Не пройшла кваліфікацію | 2017 | Не пройшла кваліфікацію |
| 1965 | Не брала участі | 1984 | Не брала участі | 2002 | Не пройшла кваліфікацію | 2019 | Не пройшла кваліфікацію |
| 1968 | Не брала участі | 1986 | Не брала участі | 2004 | Не пройшла кваліфікацію | 2021 | 1/8 фіналу              |
| 1970 | Не брала участі | 1988 | Не брала участі | 2006 | Не пройшла кваліфікацію | 2023 | Чвертьфінал             |
| 1972 | Не брала участі | 1990 | Не брала участі | 2008 | Не пройшла кваліфікацію |      |                         |
| 1974 | Не брала участі | 1992 | Не брала участі | 2010 | Не пройшла кваліфікацію |      |                         |

## Досягнення
- Кубок Амількара Кабрала:
  -  Чемпіон: 2000
  -  Фіналіст: 2007
  -  Третє місце: 1995
- Лусофонські ігри:
  -  Золота медаль: 2009
  -  Бронзовий призер: 2006

## Тренери збірної (починаючи з 2003 року)
- Оскар Дуарте (xxxx—03)[17]
- Карлуш Альхінью (2003—2006)[18]
- Жозе Руй (2006)[19][20]
- Рікарду да Роша (2007)[20][21]
- Жоау Ді Деуш (2008—2010)[22]
- Лусіу Антунеш (2010—2013)[23]
- Бету та Мен Раміреш (2014, тимчасово)[24]
- Руй Агуаш (2014—2016)[25]
- Бету (2016—)